# Trixie Smith
Trixie Smith (Atlanta, Geòrgia, 1895 - Nova York, 21 de setembre de 1943) va ser una cantant estatunidenca de blues. Va realitzar les seves primeres gravacions per Black Swan i més endavant per Paramount. Als anys 1930, feu noves gravacions per la Decca Records. En aquella dècada, va aparèixer en unes quantes pel·lícules. En els seus discos va estar sempre acompanyada de les millors bandes de jazz de l'època, com l'orquestra de Fletcher Henderson o The Original Memphis Five (agrupació formada per persones de raça blanca).